# Supernova (canción)
«Supernova»  es una canción interpretada por el grupo femenino surcoreano Aespa. Lanzada como sencillo principal del álbum Armageddon el 13 de mayo de 2024 por SM Entertainment, la misma fue escrita por Kenzie. Descrita como una  canción de dance y hyperpop con «líneas pegadizas» y «melodías de sintetizador», explora la visión expandida de Aespa al comparar un evento dimensional con una supernova.
Gil Kaufman de Billboard destacó la canción como «una pista para bailar» de hip hop, EDM y pop, mientras que Derrick Rossignol de Uproxx la describió como un «éxito de varios estilos» que combina pop, dance, hip hop y electrónica en un conjunto cohesivo. Este tema se convirtió en un rotundo éxito comercial, logrando un all-kill perfecto y marcando un hito como la primera del grupo en alcanzar el primer puesto en la lista Circle Digital Chart.

## Antecedentes y lanzamiento

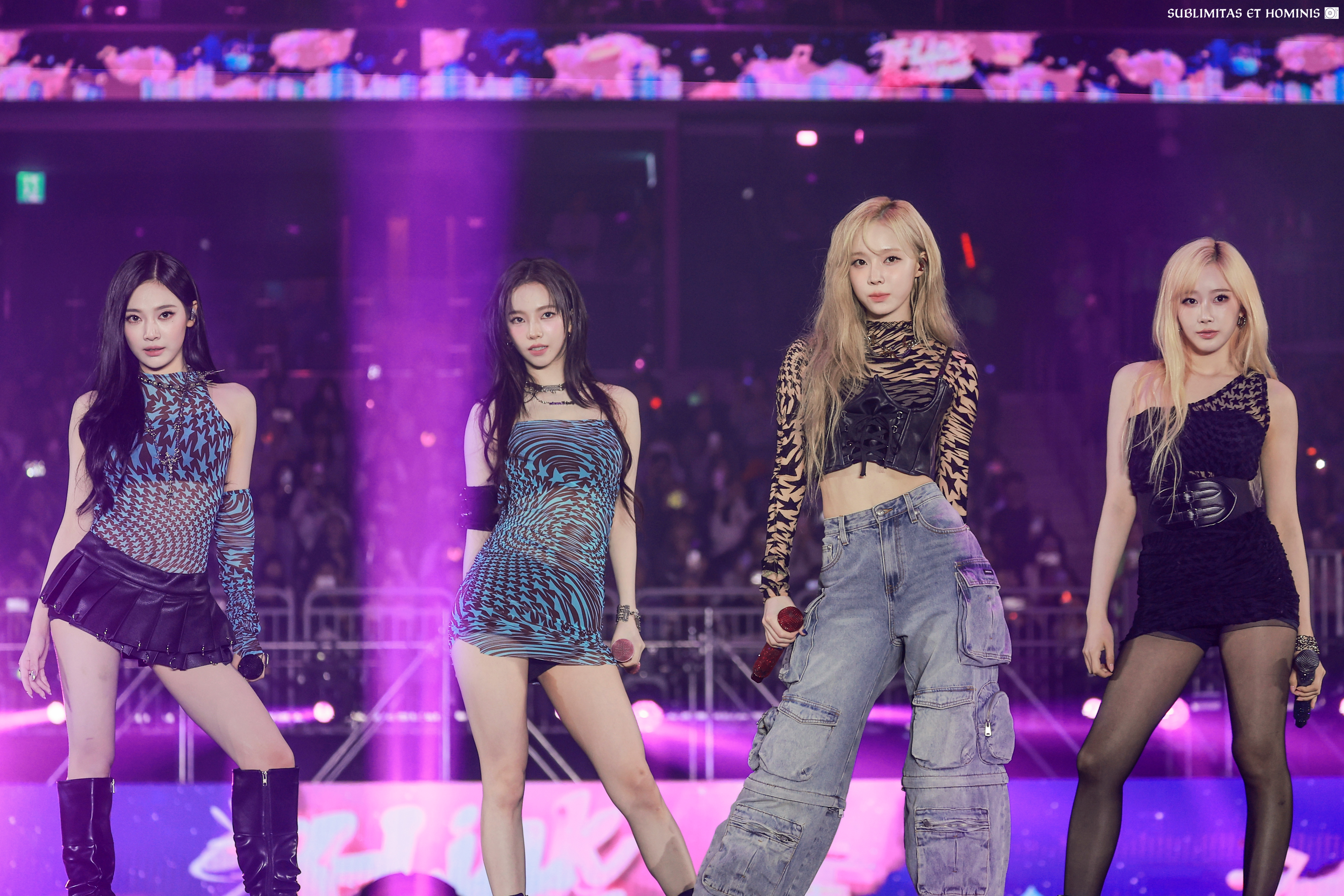
Aespa interpretando la canción en K-Link Festival en octubre de 2024.

El 22 de abril de 2024, SM Entertainment anunció el lanzamiento del primer álbum de estudio de Aespa, titulado Armageddon. La compañía también reveló que el álbum incluiría dos canciones principales: «Supernova» y «Armageddon». «Supernova» se lanzaría el 13 de mayo, mientras que «Armageddon», junto con el álbum, estaría disponible a partir del 27 de mayo.

### Promoción
Tras el lanzamiento de «Supernova» el 13 de mayo de 2024, Aespa participó en cuatro programas musicales durante la primera semana de promoción: M! Countdown de Mnet el 16 de mayo, Music Bank de KBS el 17 de mayo, Show! Music Core de MBC el 18 de mayo e Inkigayo de SBS el 19 de mayo. En la segunda y última semana, también estuvieron presentes en cuatro emisiones: M! Countdown el 23 de mayo, Music Bank el 24 de mayo, Show! Music Core el 25 de mayo e Inkigayo el 26 de mayo, obteniendo el primer lugar en tres presentaciones, excepto en Music Bank.

## Composición
«Supernova» fue escrita y compuesta por Kenzie, con la participación de Paris Alexa y Dem Jointz. La canción utiliza un sample de «Planet Rock» (1982) de Afrika Bambaataa y Soulsonic Force. Es una mezcla de dance y hyper-pop con un fuerte bajo, una melodía pegajosa y sintetizada. Las letras hablan sobre una visión ampliada del mundo de Aespa, comparando el comienzo de un evento con una supernova, simbolizando una gran explosión. Fue compuesta en si menor, con un tempo de 120 pulsaciones por minuto.
Gil Kaufman de Billboard destacó la canción como «una pista para bailar» de hip hop, EDM y pop, mientras que Derrick Rossignol de Uproxx la describió como un «éxito de varios estilos» que combina pop, dance, hip hop y electrónica en un conjunto cohesivo.

## Videoclip
El vídeo musical, dirigido por Ha Jung-hoon (Hattrick), fue lanzado el 13 de mayo de 2024, junto con la canción. Ese mismo día, se anunció que superó los 10 millones de visitas en 10 horas.
El video tiene un estilo «futurista» y muestra a Aespa exhibiendo sus superpoderes en la ciudad. Cada miembro tiene un poder sobrenatural: Karina tiene fuerza sobrehumana, Ningning controla el fuego, Winter flota en el aire y Giselle controla el tiempo. El clip comienza con Karina cayendo desde gran altura y sobreviviendo ilesa, y muestra escenas de ella levantando vehículos y mostrando colmillos de vampiro.
Además, se utilizó inteligencia artificial para mover fotos estáticas de los rostros de Aespa al ritmo de la canción. Ningning comentó que «le sorprendió ver la escena con IA» y destacó que, «aunque la tecnología es popular, no puede replicar las expresiones humanas».

## Posicionamiento en listas

### Listas semanales
| Lista (2024)                              | Mejor posición |
| ----------------------------------------- | -------------- |
| Argentina (Argentina Hot 100)             | 50             |
| Corea del Sur (Circle)                    | 1              |
| Egipto (IFPI)                             | 5              |
| Estados Unidos (Global 200)               | 17             |
| Estados Unidos (World Digital Song Sales) | 5              |
| Hong Kong (Hong Kong Songs)               | 1              |
| India (Billboard)                         | 10             |
| Japón (Japan Hot 100)                     | 25             |
| Japón (Oricon)                            | 24             |
| Malasia (Malaysia Songs)                  | 6              |
| Nigeria (TurnTable Top 100)               | 87             |
| Nueva Zelanda (RMNZ)                      | 12             |
| Países Bajos (Global Top 40)              | 17             |
| República de China (Billboard)            | 2              |
| Reino Unido (UK Downloads Chart)          | 2              |
| Reino Unido (UK Singles Sales)            | 33             |
| Singapur (RIAS)                           | 6              |

| Lista (2024)           | Mejor posición |
| ---------------------- | -------------- |
| Corea del Sur (Circle) | 1              |

| Lista (2024)                   | Mejor posición |
| ------------------------------ | -------------- |
| Corea del Sur (Circle)         | 1              |
| Estados Unidos (Billboard 200) | 139            |
| Japón (Japan Hot 100)          | 99             |

## Certificaciones
| País  | Organismo certificador | Certificación | Ventas certificadas | Ref.   |
| ----- | ---------------------- | ------------- | ------------------- | ------ |
| Japón | RIAJ                   | Oro           | 50 000              | [ 39 ] |

## Premios y nominaciones
| Premiación               | Año  | Categoría                                 | Resultado(s) | Ref.          |
| ------------------------ | ---- | ----------------------------------------- | ------------ | ------------- |
| Asian Pop Music Awards   | 2024 | Mejor actuación de baile (Internacional)  | Nominado     | [ 40 ]        |
| Asian Pop Music Awards   | 2024 | Mejor arreglista (Internacional)          | Nominado     | [ 40 ]        |
| Asian Pop Music Awards   | 2024 | Mejor letrista (Internacional)            | Nominado     | [ 40 ]        |
| Asian Pop Music Awards   | 2024 | Canción del año (Internacional)           | Nominado     | [ 40 ]        |
| Asian Pop Music Awards   | 2024 | Top 20 canciones del año (Internacional)  | Ganador      | [ 40 ]        |
| Golden Disc Awards       | 2025 | Mejor canción (Bonsang)                   | Ganador      | [ 41 ] [ 42 ] |
| Golden Disc Awards       | 2025 | Canción del año (Daesang)                 | Ganador      | [ 41 ] [ 42 ] |
| Korea Grand Music Awards | 2024 | Mejores 10 canciones                      | Ganador      | [ 43 ]        |
| Korea Grand Music Awards | 2024 | Mejor canción (Daesang)                   | Ganador      | [ 43 ]        |
| Korea Grand Music Awards | 2024 | Canción más reproducida                   | Ganador      | [ 44 ]        |
| MAMA Awards              | 2024 | Mejor coreografía                         | Ganador      | [ 45 ]        |
| MAMA Awards              | 2024 | Mejor actuación de baile - Grupo femenino | Ganador      | [ 45 ]        |
| MAMA Awards              | 2024 | Canción del año (Daesang)                 | Ganador      | [ 45 ]        |
| Melon Music Awards       | 2024 | Canción del año (Daesang)                 | Ganador      | [ 46 ]        |
| Philippine K-pop Awards  | 2024 | Canción del año                           | Ganador      | [ 47 ]        |

## Historial de lanzamiento
| Región | Fecha                    | Formato                     | Versión         | Discográfica      |
| ------ | ------------------------ | --------------------------- | --------------- | ----------------- |
| Varios | 13 de mayo de 2024       | Descarga digital, streaming | Original        | SM, Kakao         |
| Varios | 20 de septiembre de 2024 | Descarga digital, streaming | Remix de Grimes | ScreaM, SM, Kakao |
| Varios | 7 de octubre de 2024     | Descarga digital, streaming | Re:Works        | ScreaM, SM, Kakao |